# Зимоньи, Роберт
Роберт Зимоньи (венг. Róbert Zimonyi; 18 апреля 1918, Шарвар, Ваш — 2 февраля 2004, Майами, Флорида) — венгерский и американский гребной рулевой, выступавший за сборные Венгрии и США по академической гребле в 1940-х, 1950-х и 1960-х годах. Чемпион летних Олимпийских игр в Токио, бронзовый призёр Олимпийских игр в Лондоне, обладатель бронзовой медали чемпионата Европы, чемпион Панамериканских игр в Виннипеге, победитель и призёр многих регат национального значения.

## Биография
Роберт Зимоньи родился 18 апреля 1918 года в городе Шарвар, Венгрия.
Занимался академической греблей в Будапеште, став одним из лучших рулевых в своей стране.
Первого серьёзного успеха на международном уровне добился в сезоне 1948 года, когда вошёл в основной состав венгерской национальной сборной и побывал на летних Олимпийских играх в Лондоне, откуда привёз награду бронзового достоинства, выигранную в зачёте распашных рулевых двоек.
Находясь в числе лидеров гребной команды Венгрии, благополучно прошёл отбор на Олимпийские игры 1952 года в Хельсинки. Стартовал здесь в рулевых двойках и восьмёрках, однако на сей раз попасть в число призёров не смог.
После Венгерского восстания 1956 года переехал на постоянное жительство в США и в 1962 году получил американское гражданство.
Благодаря череде удачных выступлений в возрасте 46 лет удостоился права защищать честь Соединённых Штатов на летних Олимпийских играх 1964 года в Токио. В составе экипажа-восьмёрки обошёл всех своих соперников в финальном заезде, в том числе главных фаворитов немцев, и завоевал золотую олимпийскую медаль.
В 1965 году в восьмёрках стал бронзовым призёром на чемпионате Европы в Дуйсбурге.
В 1967 году в четвёрках в возрасте 49 лет одержал победу на Панамериканских играх в Виннипеге.
Завершив спортивную карьеру в конце 1960-х годов, впоследствии вплоть до 1983 года работал бухгалтером в компании Sandmeyer Steel. На пенсии вместе с семьёй проживал во Флориде.
Умер 2 февраля 2004 года в Майами в возрасте 85 лет.